# Geneva Lux
 (novembre 2010).
Si vous disposez d'ouvrages ou d'articles de référence ou si vous connaissez des sites web de qualité traitant du thème abordé ici, merci de compléter l'article en donnant les références utiles à sa vérifiabilité et en les liant à la section « Notes et références ».

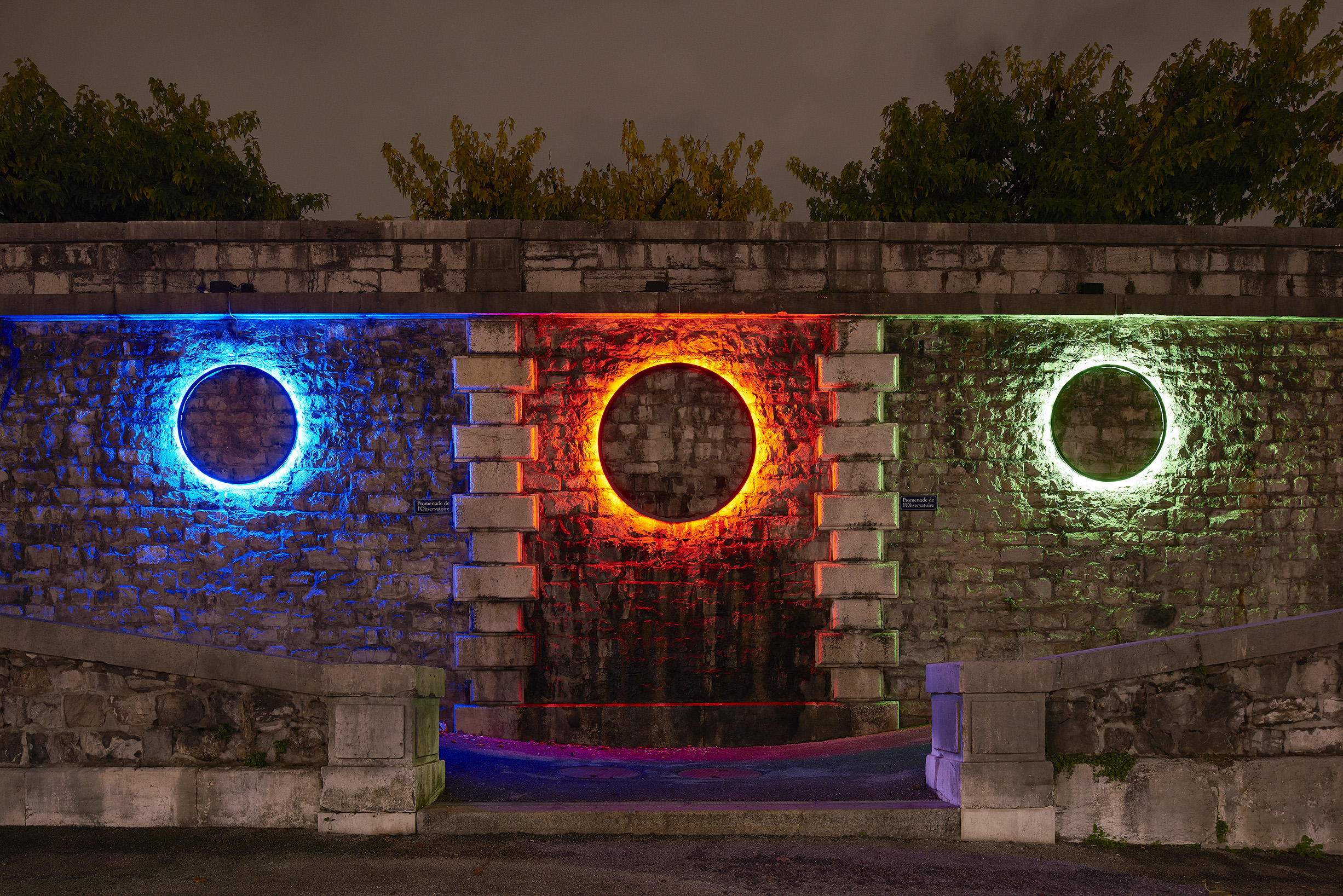
Harmonic Portal, une œuvre de Chris Plant exposée dans le cadre du Geneva Lux

Initié en 2014, le festival Geneva Lux met en scène des œuvres lumineuses créées et scénarisées spécialement pour Genève par des artistes suisses et internationaux. 
Alliant modernité, tradition et innovation technique et artistique, le Geneva Lux illumine la cité grâce à des œuvres originales, qui mettent en valeur le patrimoine genevois.
Le Geneva Lux est un festival de lumières organisé par le Département de la sécurité et des sports de la Ville de Genève, sous la responsabilité de la Conseillère administrative Marie Barbey-Chappuis.